# Kolbuszowski
Kolbuszowski là một huyện thuộc tỉnh Podkarpackie của Ba Lan. Huyện có diện tích 774 km². Đến ngày 1 tháng 1 năm 2011, dân số của huyện là 61594 người và mật độ 80 người/km².